# Семей (мини-футбольный клуб)
Семей — казахстанский мини-футбольный (футзальный) клуб из города Семей.

## История
Основан в 2023 году. С момента основания играет в высшем дивизионе чемпионата Казахстана. В команду сразу же были приглашены высококлассные игроки из Казахстана и Бразилии. Часть игроков перешла туда из сильнейшей команды страны — алма-атинского «Кайрата», в том числе Чингиз Есенаманов.
Результаты не заставили себя долго ждать: в дебютном для себя сезоне Кубка Казахстана «Семей» вышел в финал, где проиграл всё тому же «Кайрату» со счётом 5:3.
В регулярной фазе чемпионата клуб также занял второе место. Тем не менее, в плей-офф «Семей» дошёл до финала, где обыграл «Кайрат» в серии до трёх побед 3:1 и, таким образом, сотворил сенсацию, став чемпионом страны в первый сезон существования и прервав 21-летнюю гегемонию алма-атинского клуба. Чемпионство также дало команде возможность участвовать в Суперкубке Казахстана и основном раунде Лиги чемпионов УЕФА.
Перед сезоном 2024/25 клуб усилили игроки с мировым именем: трижды лучший игрок мира, «столб» сборной Бразилии Феррао и пятикратный лучший вратарь мира, голкипер сборной Казахстана Игита, перешедший из «Кайрата». Также по ходу сезона в «Семей» перешёл Камиль Герейханов, покинувший «Тюмень» из-за конфликта с руководством клуба.
В матче за Суперкубок 2024 года клуб вновь уступил «Кайрату» 1:3.
В основном раунде Лиги чемпионов 2024/25 Семей играл в группе 4. По итогам жеребьёвки в соперники «Семею», по иронии судьбы, вновь достался «Кайрат», а также лиссабонский «Спортинг» и венгерский «Халадаш» из города Сомбатхей. По результатам соревнований все, кроме «Халадаша», вышли в элитный раунд.
В элитном раунде Лиги чемпионов 2024/25 Семей играл в группе D против действующего обладателя трофея «Пальмы», польского «Рекорда» из Бельско-Бялы и словацкого «Лученца». Уступив лишь «Пальме», «Семей» занял второе место в группе и не прошёл в Финал четырёх.
В 2025 году в ставшем «вечным» противостоянии с «Кайратом» «Семей» добавил в копилку своих трофеев Кубок Казахстана, обыграв клуб из Алма-Аты со счётом 5:1.

## Достижения
- Чемпион Казахстана: 2023/24
- Обладатель Кубка Казахстана: 2024/25

## Статистика выступлений

### Чемпионат Казахстана
| Сезон   | Лига                     | Место                         |
| ------- | ------------------------ | ----------------------------- |
| 2023/24 | Чемпионат Казахстана (I) | 1 (2 в регулярном чемпионате) |
| 2024/25 | Чемпионат Казахстана (I) | 2 (1 в регулярном чемпионате) |

### Кубок Казахстана
| Сезон   | Место |
| ------- | ----- |
| 2023/24 | 2     |
| 2024/25 | 1     |

### Суперкубок Казахстана
| Сезон   | Место |
| ------- | ----- |
| 2023/24 | 2     |

### Лига чемпионов УЕФА
| Сезон   | Раунд                 | Соперник | Счёт | Место  |
| ------- | --------------------- | -------- | ---- | ------ |
| 2024/25 | Предварительный раунд | Спортинг | 4:6  | Алматы |
| 2024/25 | Предварительный раунд | Кайрат   | 1:5  | Алматы |
| 2024/25 | Предварительный раунд | Халадаш  | 6:1  | Алматы |
| 2024/25 | Основной раунд        | Пальма   | 1:4  | Пальма |
| 2024/25 | Основной раунд        | Рекорд   | 5:0  | Пальма |
| 2024/25 | Основной раунд        | Лученец  | 8:1  | Пальма |